# IK Skovbakken
Der Idrætsklubben Skovbakken ist ein dänischer Sportverein aus dem Aarhuser Bydel Vejlby.

## Geschichte
IK Skovbakken wurde am 23. April 1927 gegründet. Verschiedene Abteilungen des Klubs waren in ihren Sportarten in höherklassigen Ligen vertreten, zudem waren Einzelsportler Teil der nationalen Sportelite.

### Fußball
Die Fußballmannschaft des Klubs spielte lange Zeit nur unterklassig, trat aber seit den 1950er Jahren als regelmäßige Teilnehmerin am Landespokal überregional in Erscheinung. 1976 schaffte die Mannschaft den Sprung in die damals zweitklassige 2. Division und anschließend den Durchmarsch in die 1. Division. Nach fünf Punkten gemäß Zweipunkteregel in den ersten drei Spieltagen der Spielzeit 1978 gegen B 1901, Køge BK und Slagelse B&I fand sich der Klub sogar an der Tabellenspitze, letztlich beendete er die Saison auf dem neunten Tabellenrang. Nach nur vier Saisonsiegen stand der Klub am Ende der folgenden Saison gemeinsam mit B 1901 und Slagelse B&I auf einem Abstiegsplatz. Nach dem Abstieg in die Drittklassigkeit 1983 schwankte der Verein in den folgenden Jahren zwischen zweitem und drittem Spielniveau, ehe er am Ende des Jahrzehnts in den Niederungen des dänischen Regionalfußballs verschwand.
Ab den 2000er Jahren etablierte sich die Frauenfußballmannschaft im höherklassigen Bereich und trat in der Gjensidige Kvindeligaen an. 2003 erreichte sie das Endspiel um den Landespokal, das gegen Odense BK verloren ging. Beim erneuten Endspieleinzug 2006 setzte sich Fortuna Hjørring durch, drei Jahre später gelang im Endspiel im Elfmeterschießen die Revanche und damit der erste Titelgewinn.
Anfang der 2010er Jahre kehrte parallel die Männermannschaft erneut dauerhaft ins dritte Spielniveau zurück, ehe sich die Wettkampfmannschaften 2016 vom Verein lösten und mit Vejlby IK zum VSK Aarhus fusionierte. Bei IK Skovbakken verblieb eine Breitensportabteilung.

### Handball
Die Handballer gehörten bald nach Gründung der 1. division zu den Spitzenmannschaften, 1962 gewann der Klub erstmals den Meistertitel. Als nationaler Pokalsieger nahm die Mannschaft am Europapokal der Pokalsieger 1976/77 teil, wo sie nach einem Freilos im Achtelfinale an Partizan Bjelovar scheiterte. 1982 gewann der Klub seinen zweiten Meistertitel. Später ging die Wettkampfmannschaft gemeinsam mit der Frauenhandballmannschaft im SK Aarhus auf, IK Skovbakken betreibt weiterhin Breitensport.